# Sam Patch
Sam Patch, född 1799, död 1829, räknas som den förste av de många våghalsar som utfört bedrifter vid de nordamerikanska Niagarafallen. I oktober 1829 hoppade han från en klippa bredvid fallen och landade i vattnet nedanför, med livet i behåll. Han har sedan följts av en lång rad dristiga som genomfört en rad livsfarliga stunttrick vid, i och över fallen. Patch uppges ha omkommit vid ett hopp vid Upper Falls i Rochester, fredagen den 13 november 1829.
Noterbart är att de flesta källor som finns kring Sam Patch är samtida tidningsartiklar, vilka ofta byggde på rykten och bör betraktas med viss skepsis.